# Scaphinus
Scaphinus is een kevergeslacht uit de familie van de boktorren (Cerambycidae). De wetenschappelijke naam van het geslacht werd voor het eerst geldig gepubliceerd in 1851 door LeConte.

## Soorten
Scaphinus is monotypisch en omvat slechts de volgende soort:
- Scaphinus muticus (Fabricius, 1801)